# Lukoil Arena
A Lukoil Arena, anteriormente denominada Otkrytie Arena (ou Spartak Stadium), é um estádio multiuso, localizado em Moscou, na Rússia, cuja construção começou em outubro de 2010. O estádio foi inaugurado em 5 de setembro de 2014. Foi uma das sedes da Copa das Confederações FIFA de 2017 e da Copa do Mundo FIFA de 2018.

## História
A cerimônia de inauguração foi realizada em 2 de julho de 2007, mas a construção foi adiada várias vezes por diferentes motivos. A construção estava programada para ser concluída entre 2009 e 2010, mas, a partir de 2009, o estádio ainda estava em fase de design. Em 2010, o projeto do estádio foi revisado porque foi rejeitado por um conselho arquitetônico que considerou o projeto muito comum. O design atual foi desenvolvido pela AECOM, em associação com o Sport Concepts, eo designer de fachada, Dexter Moren Associates, adjacente a uma arena interior separada. [5] O principal financiamento da construção veio do proprietário do clube Leonid Fedun através de empresas afiliadas LUKoil e IFD Kapital. Com a construção do estádio em 2015, a estação de metro Spartak, que foi concluída em 1975, abriu para o tráfego de passageiros. Em 19 de fevereiro de 2013, foi anunciado que o novo estádio será nomeado «Otkrytiye Arena» por seis anos, nos termos do contrato com o Otkrytiye Bank.
Em 21 de agosto de 2014, um monumento aos irmãos Starostin, os fundadores do FC Spartak Moscou, aberto perto do norte, fica dentro do estádio. Uma escultura de 24,5 metros do gladiador romano Spartacus, para quem o clube é nomeado, foi revelada na praça fora do estádio.
O estádio abriu oficialmente em 5 de setembro de 2014. O Spartak jogou contra o Red Star Belgrade e empatou 1-1, com Dmitry Kombarov marcando um primeiro gol para o Spartak no novo estádio após um tiro livre. O estádio foi construído no site do aeroporto de Tushino. O novo estádio foi incluído na candidatura da Rússia para a Copa do Mundo da FIFA de 2018, hospedando o jogo de abertura, com o Estádio Luzniki previsto para sediar a final. [6] O estádio foi completado antes do VTB Arena, que originalmente foi planejado para o abridor da Copa do Mundo. Foi também um dos quatro estádios utilizados para a Copa das Confederações da FIFA de 2017. Artistas como Incubus, Triggerfinger (Park Live 2015) foram todos realizados no estádio.

## Copa das Confederações FIFA de 2017
| Data        | Hora  | 1ª equipe | Placar                   | 2ª equipe | Fase                      | Público |
| ----------- | ----- | --------- | ------------------------ | --------- | ------------------------- | ------- |
| 18 de Junho | 21:00 | Camarões  | 0 – 2                    | Chile     | Grupo B                   | 33,492  |
| 21 de Junho | 18:00 | Rússia    | 0 – 1                    | Portugal  | Grupo A                   | 42,759  |
| 25 de Junho | 18:00 | Chile     | 1 – 1                    | Austrália | Grupo B                   | 33,639  |
| 2 de Julho  | 15:00 | Portugal  | 2 – 1 (Após Prorrogação) | México    | Disputa do terceiro lugar | 42,659  |

## Copa do Mundo FIFA de 2018
| Data        | Hora  | 1ª equipe | Placar        | 2ª equipe  | Fase             | Público |
| ----------- | ----- | --------- | ------------- | ---------- | ---------------- | ------- |
| 16 de Junho | 16:00 | Argentina | 1 – 1         | Islândia   | Grupo D          | 44,190  |
| 19 de Junho | 18:00 | Polónia   | 1 – 2         | Senegal    | Grupo H          | 44,190  |
| 23 de Junho | 15:00 | Bélgica   | 5 – 2         | Tunísia    | Grupo G          | 44,190  |
| 27 de Junho | 21:00 | Sérvia    | 0 – 2         | Brasil     | Grupo E          | 44,190  |
| 3 de Julho  | 21:00 | Colômbia  | 1 (3) – (4) 1 | Inglaterra | Oitavas-de-final | 44,190  |